# 小行星3817
小行星3817（英語：3817 Lencarter）是一颗围绕太阳公转的小行星。1979年6月25日，舒爾特·巴斯、埃莉諾·赫琳在赛丁泉山发现了此天体。
这颗小行星的绝对星等为113.1274867681109等。